# Seseli valentinae
Seseli valentinae är en flockblommig växtart som beskrevs av Mikhail Grigoríevič Popov. Seseli valentinae ingår i släktet säfferötter, och familjen flockblommiga växter. Inga underarter finns listade i Catalogue of Life.